# Strike Witches

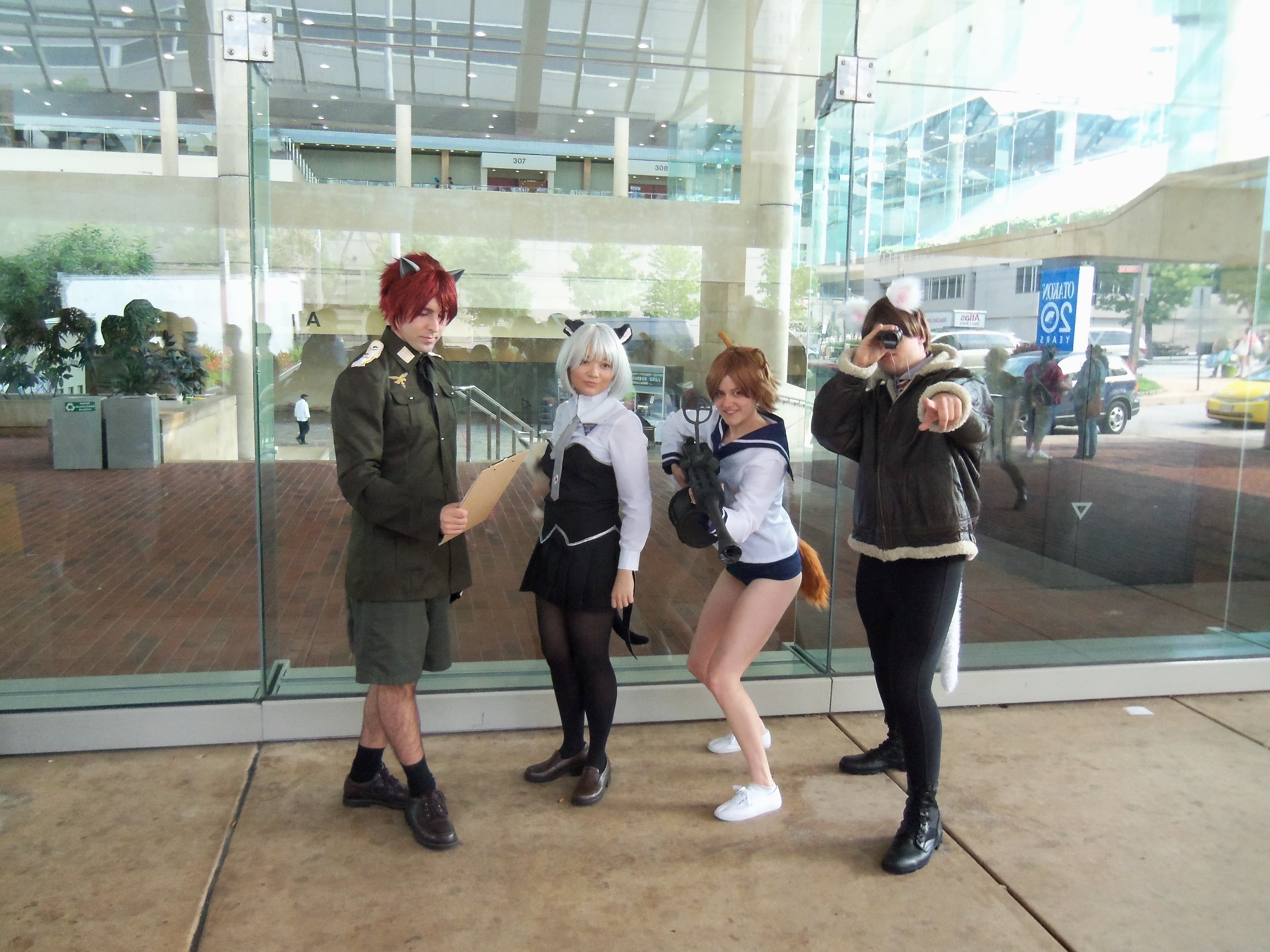
Cosplayers

Strike Witches (ストライクウィッチーズ, Sutoraiku Witchīzu) is een Japanse animeserie die is geschreven door Fumikane Shimada en geregisseerd door Kazuhiro Takamura. De serie is geproduceerd door studio Gonzo en bestaat uit 24 afleveringen die zijn uitgezonden van juli tot september 2008 op videoplatforms YouTube en Crunchyroll.

## Plot
De serie speelt zich af op een alternatieve versie van de aarde in de jaren veertig van de twintigste eeuw en richt zich op het 501ste batallion van de Joint Fighter Wing - "Strike Witches". Deze militaire groep bestaande uit tienermeisjes, vecht tegen een buitenaards ras dat bekend staat als de Neuroi.
De jonge heksjes bezitten over magische krachten en maken gebruik van zogenaamde 'Striker Units', dit zijn speciale machines die ingezet kunnen worden in de luchtgevechten.

## Overige media
Naast de anime zijn er ook een tiendelige mangaserie en een vijfdelige computerspelserie verschenen.

## Personages
| Personage                     | Stemacteur       |
| ----------------------------- | ---------------- |
| Yoshika Miyafuji              | Misato Fukuen    |
| Mio Sakamoto                  | Saeko Chiba      |
| Minna-Dietlinde Wilcke        | Rie Tanaka       |
| Gertrud Barkhorn              | Mie Sonozaki     |
| Charlotte E. 'Shirley' Yeager | Ami Koshimizu    |
| Lynette Bishop                | Kaori Nazuka     |
| Eila Ilmatar Juutilainen      | Ayuru Ohashi     |
| Perrine H. Clostermann        | Miyuki Sawashiro |

## Varia
- Zowel de personages als de Striker Units zijn gebaseerd op bestaande historische personen en vliegtuigen.